# El nen dofí
El nen dofí (originalment en persa, پسر دلفینی) és una pel·lícula d'animació coproduït entre l'Iran, Rússia, Turquia i Alemanya de l'any 2022 per l'estudi Sky Frame, dirigida i escrita per Mohammad Khairandish i produïda per Mohammad Amin Hamdani. S'ha doblat al català i es va estrenar als cinemes el 30 de setembre de 2022.

## Sinopsi
El dofí de musell llarg Bola de Neu rescaten un nen que troben al mar i el crien com un més de la família. Viu una vida sense preocupacions sota les onades, fins que un malvat pop gegant pren el poder al món submarí. El nen és desterrat a terra ferma, on el bondadós capità Murvarid l’acull. Amb l’ajuda del capità i del seu fidel amic i gairebé germà, el nen emprèn un viatge per resoldre el misteri del seu veritable origen.

## Taquilla
Es va projectar a Rússia abans de ser mostrada a l'Iran i va aconseguir vendre 100 milions de rubles cosa que segons el productor de la pel·lícula, la va situar en el segon lloc de les pel·lícules més vistes a Rússia.